# Контроль (психология)
Контроль (часто обозначается англицизмом control) — это центральное понятие в психологии, особенно в теориях агентности и самоэффективности (Бандура, 1977). Она относится к агентности индивида, то есть к его способности действовать намеренно, чтобы трансформировать себя, влиять на других, изменять свое окружение или овладевать конкретными ситуациями.

## Основы психологии контроля
Первые исследования по психологии контроля датируются 1960-ми годами и проводились параллельно с основополагающими работами по стрессу. Социальные и технологические потрясения "славного тридцатилетия", отмеченные общественными революциями и ускорением урбанизации, выявили у человека потребность чувствовать себя хозяином своей жизни, хотя бы частично. Такие исследователи, как Джулиан Роттер (1966) с его теорией локуса контроля и Альберт Бандура (1977) с концепцией самоэффективности, продемонстрировали, что восприятие контроля (вера в свою способность действовать) играет центральную роль в мотивации, управлении стрессом и психологическом благополучии. Способность управлять своей судьбой стала центральным вопросом психологии.
Понятие контроля проявляется в нескольких измерениях, от субъективного восприятия контроля (воспринимаемый контроль) до объективных способностей к действию (реальный контроль). Оно изучается в различных областях психологии, в частности социальной, когнитивной и развития (Бандура, 1977 ; Скиннер, 1996). Вот некоторые аспекты.

### Потребность в компетентности и чувство эффективности
Потребность в компетентности, как определено Деси и Райаном в их теории самодетерминации, обозначает врожденное желание чувствовать себя эффективным во взаимодействии с окружающей средой (Деси и Райан, 2002). Эта потребность тесно связана с самоэффективностью или чувством личной эффективности (Бандура, 1977), которое отражает уверенность человека в своей способности выполнить задачу. Чем сильнее это чувство, тем лучше человек преодолевает препятствия и мобилизует стратегии адаптации.
В определенных контекстах, таких как соблазнение, где важны вопросы, связанные с самооценкой, удовлетворением желаний и построением своей жизни, потребность в контроле может быть особенно выражена. Однако эта потребность может стать источником тревоги или навязчивости. Баланс между удовлетворением потребности в контроле и принятием неопределенности способствует здоровым и полноценным отношениям.

### Реальный и воспринимаемый контроль
Различие между реальным и воспринимаемым контролем позволяет понять, как люди взаимодействуют с окружающей средой. Реальный контроль соответствует объективным навыкам и ресурсам, которыми располагает человек, в то время как воспринимаемый контроль отражает субъективное восприятие его способности влиять на события. Это восприятие зависит от таких факторов, как личные убеждения, ожидания и прошлый опыт, будь то положительный или отрицательный. Различие между реальным и воспринимаемым контролем лежит в основе теории локуса контроля (Роттер, 1966), которая различает:
- внутренний локус контроля: индивид приписывает свои успехи и неудачи своим собственным действиям;
- внешний локус контроля: индивид приписывает свои результаты внешним факторам, таким как удача, судьба или влияние других.

Иллюзия контроля (Лангер, 1975) иллюстрирует, как люди часто переоценивают свою способность влиять на случайные события, что может привести к чрезмерному риску.

## Личный контроль
Личный контроль включает в себя способности человека регулировать свои мысли, эмоции и поведение. Он включает в себя несколько параметров.

### Самоконтроль, самообладание и самодисциплина
Самоконтроль относится к способности регулировать свои импульсы, желания и эмоциональные реакции для достижения долгосрочных целей. Он тесно связан с двумя дополнительными концепциями: самообладанием и самодисциплиной.
- Самообладание или самоконтроль означает способность противостоять непосредственным искушениям или импульсам, например, избегать отвлечения, чтобы сосредоточиться на задаче. Согласно теории истощения эго (Баумейстер и др., 1998), самоконтроль работает как мышца, которая устает от постоянного напряжения.
- Самодисциплина идет дальше, охватывая настойчивость и строгость в достижении своих целей, даже в отсутствие непосредственных трудностей. Например, поддержание регулярной рабочей привычки без прокрастинации иллюстрирует это сочетание самоконтроля и самодисциплины (Duckworth, 2016).

Эти способности во многом основаны на когнитивном торможении', ключевом механизме исполнительных функций.

### Торможение и исполнительные функции
Когнитивное торможение (или контроль импульсов) позволяет подавлять автоматические или неподобающие реакции, чтобы принимать более подходящие модели поведения. Например, в задачах решения проблем торможение позволяет отвергать интуитивные, но ошибочные ответы в пользу более обдуманных решений (Мияке и др., 2000). Оливье Удэ показал, что эта способность играет центральную роль в когнитивном развитии, позволяя людям преодолевать предубеждения и автоматизмы для принятия более эффективных стратегий (Удэ, 2004).
Когнитивное торможение является частью более широкого набора исполнительных функций, которые также включают:
- рабочую память: способность поддерживать и обрабатывать информацию в краткосрочной перспективе (Баддели и Хитч, 1974);
- когнитивную гибкость: способность адаптировать свои стратегии в зависимости от изменений контекста или новой информации (Diamond, 2013).

Эти исполнительные функции контроля — эта когнитивная регуляция — участвуют в планировании, решении проблем и управлении сложным поведением. Например, студент, готовящийся к экзамену, должен использовать свою рабочую память для запоминания информации, свое торможение для избежания отвлекающих факторов и свою когнитивную гибкость для адаптации своих методов обучения к возникающим трудностям.

### Саморегуляция
Саморегуляция в психологии - это способность контролировать свои мысли, эмоции и поведение для достижения долгосрочных целей. Она включает в себя такие процессы, как планирование, отслеживание своего прогресса и корректировка своих стратегий в зависимости от результатов. Согласно Карверу и Шейеру (1998), саморегуляция основана на постоянной обратной связи между действиями человека и его целями.
Это понятие тесно связано с теорией самоэффективности Бандуры (2003), которая подчеркивает важность веры в свою способность выполнять конкретные задачи. Например, студент, занимающийся саморегуляцией, планирует свои занятия, следит за своим пониманием концепций и корректирует свои методы обучения в зависимости от своих результатов.

### Эмоциональная регуляция
Гросс определяет эмоциональную регуляцию как совокупность процессов, позволяющих модулировать интенсивность и выражение эмоций (Гросс, 1998). Эти процессы контроля основаны на двух основных стратегиях:
- ранняя регуляция (например, когнитивная переоценка, предвосхищение эмоций);
- поздняя регуляция (например, подавление эмоциональных реакций, отвлечение внимания) (Пьер Филиппо, 2007[11]).

### Контроль воли и страстная настойчивость
Анджела Дакворт популяризировала концепцию grit (твердость характера), которая обозначает упорство, сочетающее в себе страсть и настойчивость перед лицом трудностей (Дакворт, 2016). Контроль воли проявляется в сопротивлении немедленному вознаграждению в пользу долгосрочных целей. Эта способность позволяет поддерживать мотивацию, преодолевать прокрастинацию и предпринимать шаги для реализации своих стремлений.

## Контроль над окружающим миром
Взаимодействие между человеком и его физическим и социальным окружением также является важным аспектом контроля

### Контроль над своим окружением
Экологическая психология подчеркивает важность способности изменять, организовывать или контролировать свое физическое и социальное окружение для улучшения своего благополучия и достижения своих целей (Стоколс, 1995 ; Эванс и Коэн, 1987). Эта способность играет ключевую роль в создании благоприятной среды для личностного роста и успеха. Для ее развития необходимо приобретать навыки планирования, управления ресурсами и коммуникации, оставаясь при этом способным адаптироваться к изменяющимся обстоятельствам.

### Социальный контроль и контроль общества
В психологии обучения, социальной психологии и социологии социальный контроль — или автономная социальная регуляция — обозначает способность людей и групп эффективно взаимодействовать с социальной средой. Он проявляется как на индивидуальном, так и на коллективном уровне.
На индивидуальном уровне социальный контроль основан на таких навыках, как:
- управление межличностными отношениями (установление и поддержание социальных связей);
- эффективная коммуникация (обмен информацией четким и адаптированным образом);
- влияние и переговоры (разрешение конфликтов и достижение общих целей) (Бандура, 2003[2]).

Эти навыки позволяют развивать конструктивное взаимодействие и способствуют положительным результатам в социальных отношениях.
На коллективном уровне социолог Жан-Даниэль Рейно выделяет две формы социальной регуляции:
- Автономная социальная регуляция (социальный контроль): способность активно участвовать в разработке или развитии социальных норм, поощряя инициативу и адаптацию правил к коллективным потребностям.
- Социальная регуляция контроля (Социальный контроль): механизм, посредством которого группы или институты навязывают нормы и оценивают соответствие индивидуального поведения, в нисходящей динамике (Рейно, 1989[15]).

Это различие проливает свет на баланс между индивидуальной автономией и коллективными ограничениями в способности создавать, изменять или оспаривать социальные правила.

## Предубеждения и иллюзии
Несколько когнитивных искажений влияют на восприятие контроля (Тверски и Канеман, 1974).

### Иллюзия контроля
Лангер (1975) показала, что люди часто переоценивают свой контроль над мало контролируемыми или не контролируемыми событиями, что может привести к иррациональным решениям. Например:
- в азартных играх (таких как лотереи или игровые автоматы) игроки иногда считают, что могут повлиять на результат с помощью ритуалов или стратегий, хотя эти события являются чисто случайными;
- в финансовых решениях некоторые инвесторы считают, что могут предсказать колебания рынка, что заставляет их идти на чрезмерные риски;
- в повседневной жизни люди могут переоценивать свою способность справляться с непредсказуемым, таким как дорожное движение или спортивные результаты.

Реалистичная оценка степени своего контроля и признание своих ограничений позволяет принимать взвешенные решения и избегать ловушек иллюзии контроля.

### Каузальная атрибуция и чувство контроля
Аверилл и Вайнер исследовали то, как люди приписывают свои успехи или неудачи внутренним или внешним причинам, тем самым влияя на их чувство контроля (Аверилл, 1973 ; Вайнер, 1985). Например, приписывание неудачи недостатку усилий (внутренняя причина) может усилить мотивацию, в то время как приписывание ее невезению (внешняя причина) может уменьшить чувство контроля. Атрибуции контроля влияют на самооценку и эмоциональное благополучие.

### Триптический подход Аверилла
Джеймс Аверилл предлагает структурированное видение эмоций в трех фундаментальных измерениях: автономия, аффилиация и контроль (Аверилл, 1980). Согласно этому подходу, контроль относится к восприятию человеком своей способности влиять на события и обстоятельства своей жизни. Это измерение тесно связано с чувством контроля и играет ключевую роль в регуляции эмоций (Аверилл, 1999). Например, перед лицом стрессовой ситуации, такой как экзамен, сильное чувство контроля помогает лучше управлять своими эмоциями и оставаться сосредоточенным

## Синтез
Понятие контроля во всей его сложности является центральным в психологии. Будь то воспринимаемый или реальный, индивидуальный или коллективный, контроль оказывает глубокое влияние на наше благополучие, наши межличностные отношения и нашу способность преодолевать жизненные трудности. Изучение его многочисленных измерений — от регуляции эмоций до управления социальной и физической средой — позволяет лучше понимать наше поведение и разрабатывать стратегии для укрепления чувства контроля над своей жизнью. Однако этот поиск контроля должен сопровождаться реалистичным признанием своих ограничений, поскольку принятие неопределенности, а также непредсказуемых и неконтролируемых факторов столь же важно для психологического равновесия.